# Acergy
Le groupe Acergy est spécialisé dans l'ingénierie parapétrolière offshore.

## Histoire
Le nom d'Acergy a été créé en janvier 2006 et est issu de la contraction du latin Acer (qui veut dire "pointu" ou "Tranchant") et de la dernière syllabe du mot anglais Energy.  Acergy s'appelait auparavant Stolt Offshore et était filiale du Groupe norvégien Stolt. Stolt Offshore était issu de la fusion de Stolt, Comex, Seaway, et ETPM (Entrepose Grands Travaux de Marseille pour les Travaux Pétroliers Maritimes). Récemment, le groupe Stolt a quitté l'actionnariat de Stolt Offshore et le capital a été revendu à différents fonds de pension, ce qui a eu pour effet de le fragmenter, et a entrainé la création d'un nouveau nom.
En 2011 Acergy fusionne avec Subsea 7, et c'est Subsea 7 qui est coté en bourse,.

## Activité
Le cœur de métier du groupe est la conception, la fabrication et l'installation de systèmes fond-surface pour les infrastructures pétrolières offshores.
Le siège d'Acergy est à Londres (Hammersmith) cependant ce groupe n'est pas d'une nationalité précise.
Le groupe Acergy est dirigé depuis 2008 par le français Jean Cahuzac, et implanté notamment à  :
- Aberdeen (Écosse)
- Stavanger (Norvège)
- Houston (États-Unis)
- Singapour
- Rio de Janeiro (Brésil)
- Suresnes (France)

La plus grande part du chiffre d'affaires est généré par les projets africains, en particulier au Nigeria et en Angola.
Ses principaux clients sont les grands groupes pétroliers mondiaux : ExxonMobil, Chevron Corporation, British Petroleum, Shell et Total.